# Texico
Texico ist eine Stadt im Osten des US-Bundesstaates New Mexico im Curry County. Texico hat 1065 Einwohner (Volkszählung 2000) von denen 9 % Deutsche sind. Die Fläche beträgt 2,1 km².
Der Name kommt von Texas und Mexico, da Texico an der Grenze zu Texas liegt. 
In Texico spielt die US-amerikanische Filmkomödie Swing Vote – Die beste Wahl aus dem Jahr 2008 von Joshua Michael Stern, wo der Film auch gedreht wurde.